# (34586) 2000 SK352
2000 SK352 (asteroide 34586) é um asteroide da cintura principal. Possui uma excentricidade de 0.04450490 e uma inclinação de 11.53465º.
Este asteroide foi descoberto no dia 30 de setembro de 2000 por LONEOS em Anderson Mesa.